# 藍巴勒海峽公眾貨物裝卸區

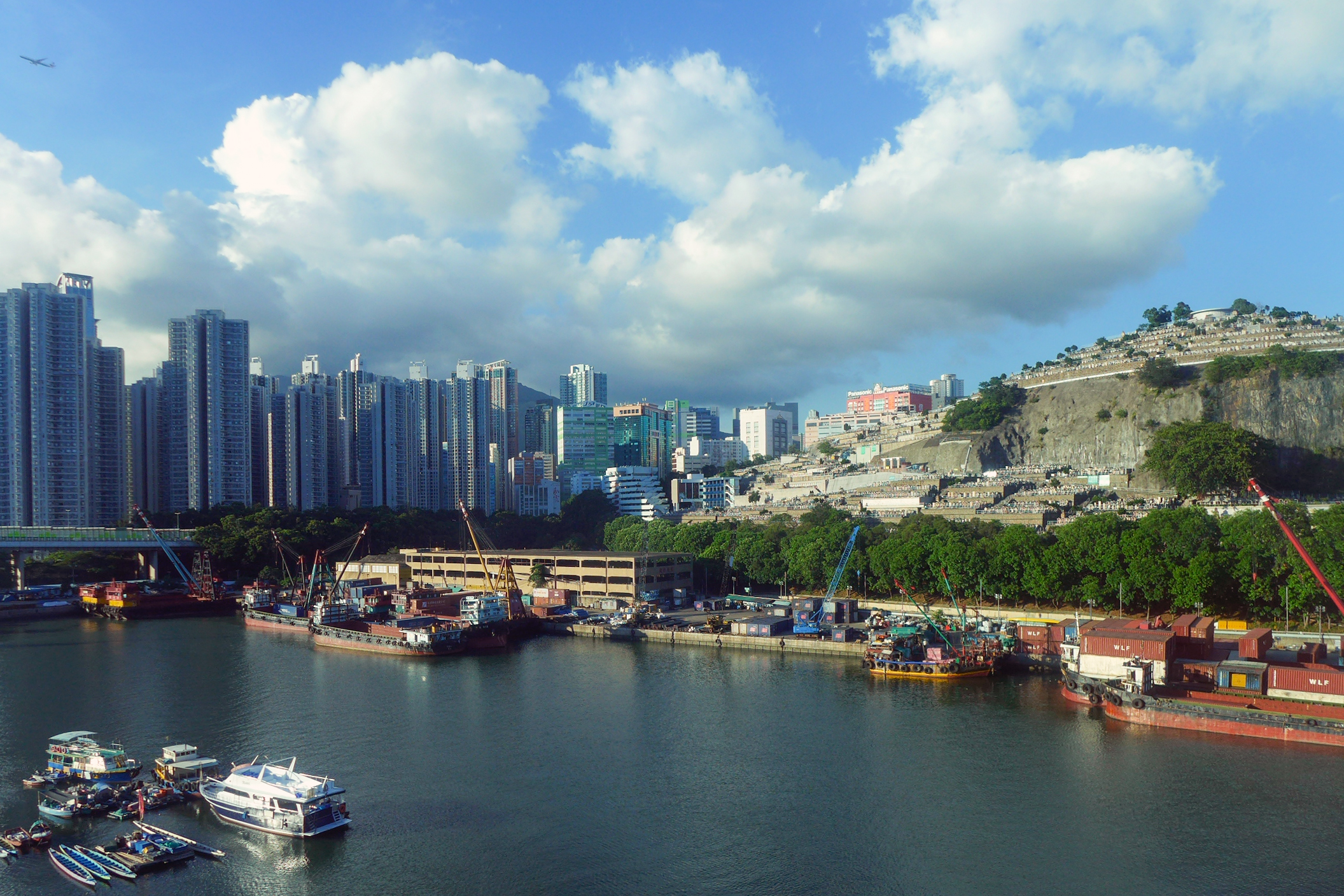
藍巴勒海峽公眾貨物裝卸區

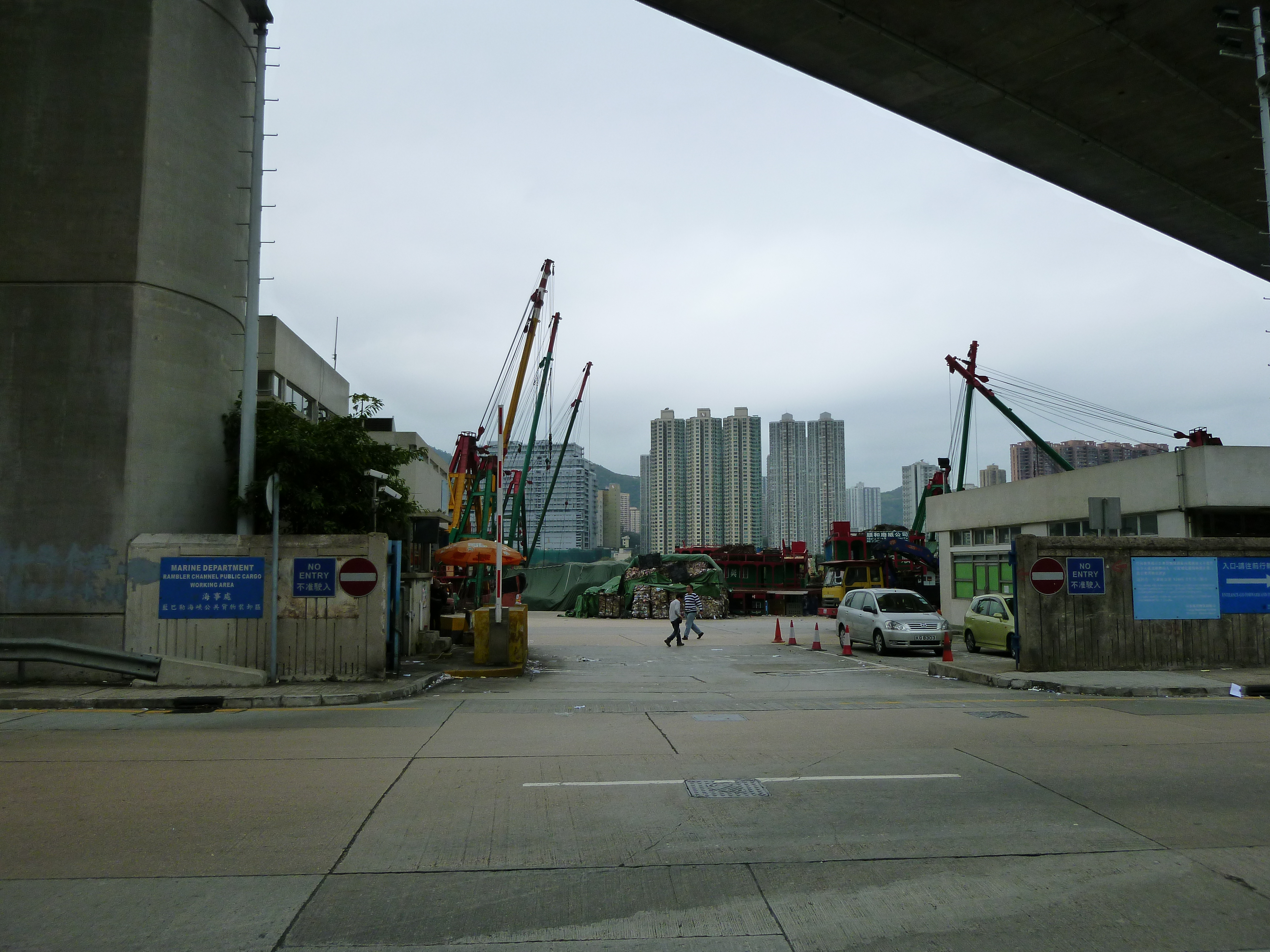
裝卸區入口

藍巴勒海峽公眾貨物裝卸區（英語：Rambler Channel Public Cargo Working Area，簡稱藍巴勒海峽貨物裝卸區）是香港一個公眾貨物裝卸區，位於新界葵涌永順街3號的海旁，在藍巴勒海峽之內，長青橋與青荃橋之間，對面為青衣島，鄰近荃灣華人永遠墳場及荃灣屠房。
藍巴勒海峽公眾貨物裝卸區於1982年1月啟用，面積為4.11公頃。